# Нескромное обаяние порока
Нескромное обаяние порока (исп. Entre tinieblas) — чёрная комедия Педро Альмодовара 1983 года.

## Сюжет
Иоланда, популярная испанская певица, вынуждена искать приют в монастыре. Её любовник мёртв, а саму её разыскивает полиция. Настоятельница, будучи фанатичной поклонницей творчества Иоланды, с радостью принимает девушку. Однако выясняется, что даже за стенами монастыря нельзя скрыться от своих пороков. Настоятельница испытывает горячие чувства, остальные сёстры не похожи на затворниц, ушедших от всего мирского.

## В ролях
- Кристина Санчес Паскуаль — Иоланда
- Хульета Серрано — настоятельница
- Мариса Паредес — Сестра Навоз
- Кармен Маура — Сестра Проклятье
- Чус Лампреаве — Сестра Канализационная Крыса